# ローソンエンタテインメント
株式会社ローソンエンタテインメント（Lawson Entertainment, Inc.）は、ローソングループのプレイガイド、CD・DVD・書籍販売会社である。

## 事業概要

### ローソンチケット（チケット販売・情報提供）
各種チケットを、ローソンやダイエーと系列のスーパーマーケット、インターネットで販売し、無料情報誌の配布などを行う。ローソン各店はマルチメディアステーション「Loppi」を活用して販売している。
ローソンはダイエーグループから離脱し、保有するオーエムシーカード株を売却してローソンステーションメンバーズカードの提携を終了したが、現在は三井住友カード（旧ダイエーオーエムシー→オーエムシーカード→セディナ→SMBCファイナンスサービス）から「LEncoreカード」を発行している。
1993年から2004年まで、ローソンがJリーグオフィシャルスポンサーを務めたことから、Jリーグオフィシャルチケットステーション業務を担当した。現在はチケットぴあが担当する。
自社のプレイガイドサービス「ローソンチケット」に加えて、2013年8月までJCBのプレイガイドサービス「チケットJCB」の運営を受託した。

### HMV（CD・DVD販売事業）
2011年9月1日にHMVジャパン株式会社を吸収合併して以降、「HMV」ブランドを用いてCDやDVDなどを店舗やインターネットで販売している。

## 沿革
- 1992年7月23日 - 全国主要興行主12社が共同で出資して株式会社リザジャパンを設立する。「ダイエーオレンジチケット」の名称で、九州地区のダイエー各店を中心にチケットの販売を開始する。本社は福岡県福岡市に置いた。
- 1993年11月 - 株式の第三者割当増資により、株式会社ダイエーが株式の30.0パーセント (%) を取得する。
- 1996年11月1日 - 株式会社ローソンチケットへ商号を変更する。
- 1997年12月 - 株式の第三者割当増資により、株式会社ローソンが株式の67%を取得して筆頭株主になる。
- 1997年2月 - ローソンとダイエーの一部店舗で本格営業を開始する。
- 1998年2月 - 無料のチケット情報誌「LAWSON TICKET with Loppi」を創刊する。
- 1998年6月 - 本社機能を銀座へ移転する。2002年に登記上本店を移転する。
- 2004年1月21日 - 楽天株式会社とオンラインチケット販売で業務提携し、第三者割当増資により楽天株式会社が株式の19.6%を取得する。
- 2004年10月22日 - 株式を店頭市場に登録する。
- 2005年2月1日 - 楽天グループの楽天エンタープライズ[注釈 2]と共同販売を開始する。
- 2007年3月13日 - 業務競合のため、楽天グループと業務提携を解消する。
- 2007年5月14日 - 楽天グループ保有の株式取得を目的として、ローソンが株式公開買付け (TOB) を行う。

- 2009年3月 - 「ローソンネットショッピング」を運営する株式会社アイ・コンビニエンスを吸収合併する。
- 2009年7月20日 - 株式会社ローソンエンターメディアに商号を変更し、本店を東京都品川区へ移転する。
- 2010年1月24日 - 代表取締役専務および経理担当取締役による144億円不正流用が発覚する。
- 2010年2月9日 - 関与した取締役2名と前代表取締役社長が引責辞任し、2月10日に代表取締役社長が引責辞任してローソン執行役員エンタテイメント・サービス本部長の野林徳行[注釈 3]が就く。
- 2010年3月1日 - 共通ポイントプログラム「Ponta」の扱いを開始する。
- 2010年6月28日 - JASDAQから上場廃止する。
- 2010年7月1日 - 株式交換により、株式会社ローソンの完全子会社となる。
- 2011年9月1日 - HMVジャパン株式会社を簡易吸収合併し、株式会社ローソンHMVエンタテイメントに商号を変更する。
- 2011年12月 - 書籍専門のECサイト「エルパカBOOKS」を開設する。
- 2012年4月 - 自主音楽レーベル「Mastard Records（マスタードレコード）」を設立する。
- 2012年5月15日 - ローソンコンビニのフランチャイズとHMVの一体店舗「ローソンHMV 表参道店」を開店する。
- 2012年11月 - ミニストップ全店に設置した「MINISTOP Loppi」でローソンチケットの取り扱いを開始する。
- 2014年7月29日 - 子会社として、ローソンHMVエンタテイメント・ユナイテッドシネマ・ホールディングス株式会社 (LHU) を設立する。
- 2014年8月28日 - 子会社のLHUを通じてユナイテッド・エンターテインメント・ホールディングス株式会社の全株式を取得し、同社とユナイテッド・シネマ株式会社を完全子会社とする。
- 2018年6月1日 - 株式会社ローソンエンタテインメントに商号を変更[1]する。
- 2019年3月 - 株式会社ローソントラベルの株式をローソンから譲受する。
- 2021年3月 - 子会社の株式会社LT（旧ローソントラベル）を吸収合併する[2]。

## 事件

### 資金不正流用事件
2010年2月9日にローソンは、ローソンエンターメディア（LEM）の営業本部長である代表取締役専務と管理本部長である経理担当取締役が、2008年10月から2010年1月にかけて最大で150億円を不正に流用していたことを報告した。
取締役2名は独断で、チケット販売を受託した興行主へ直接支払うべき代金の一部を、専務の知人が社長を務める株式会社プレジール (P社) を迂回して支払う3者間契約を締結したが、P社が支払いを滞りLEMが代替して23億円と11億円を支払った。P社は支払うべき代金を高利回りの投資に流用しているが、3者間契約維持のためにP社へ46億円を前払いして貸し付けた。ほかにP社から興行主への未払い額は50億円、LEMのP社から未回収額は8億円である。
ローソンは2月9日に、臨時取締役会でローソンエンターメディアに融資枠85億円を設定し、当該取締役2名と、LEM前身のローソンチケット前代表取締役社長でローソン顧問の野林定行を引責辞任させた。2月10日に、代表取締役社長から日比靖浩を引責辞任させ、取締役でローソン執行役員エンタテイメント・サービス本部長の野林徳行を就かせた。社長の新浪剛史は月額報酬を30%、専務執行役員最高財務責任者の矢作祥之は20%、それぞれ3か月間自主返納する。
5月24日の株主総会でローソンは、元代表取締役専務を含む5人に約144億円の損害賠償を求める訴訟を東京地方裁判所へ提起した、と報告した。
東京地方検察庁特捜部は6月1日に、元代表取締役専務らを特別背任の容疑で逮捕して6月21日に東京地裁へ起訴した。東京地裁は、6月30日にプレジールの破産手続き開始を決定し、2011年3月25日に元専務を懲役8年の実刑、プレジール元社長は懲役4年6月の実刑と判決した。
2010年3月1日にローソンは、株式交換により株式会社九九プラスを完全子会社とする予定を、本事件が交換比率に影響するとして株式交換契約を合意解除して中止した。7月1日にローソンは、九九プラスとローソンエンターメディアを完全子会社とした。のちに九九プラスはローソンストア100と統合した。

### コンサートチケット偽造事件
2012年4月29日に西武ドームで催されたEXILEのコンサートで、偽造チケットが約200枚確認された。大半はSNSを通じて入手したもので、正規チケットがイメージスキャナなどで偽造されていたことから、ローソンHMVエンタテイメントは30日に警視庁へ被害届けを出た。

## 2007年5月14日実施のTOB
ローソンは業務提携の解消に伴い、楽天グループが保有する全株式の取得を目的として、2007年5月14日から6月12日まで株式を公開買付けした。これによりローソンの持ち株比率は50.76%から68.57%となるが、持ち株が全株式の3分の2を超える場合は証券取引法により買い付け上限に定めがなく、TOB終了後に75.13%となった。